# Alchemilla gourzae
Alchemilla gourzae är en rosväxtart som beskrevs av Ibn Tattou. Alchemilla gourzae ingår i släktet daggkåpor, och familjen rosväxter. Inga underarter finns listade i Catalogue of Life.